# Свемир
Свемир је бесконачно пространство које нас окружује. Свемиром зовемо простор-време, који чине светле галаксије (које садрже много звезда и других небеских тела) расуте у тамном међугалактичком (и међузвезданом), условно, „празном” простор-времену које зовемо вакуум. То је свеукупни простор-време у коме плови мноштво материјалних небеских тела као што су: звезде, планете, сателити, планетоиди, комете, метеори, црне рупе и неутронске звезде. Ипак, највећи део материје и енергије је највероватније у облику такозване тамне материје и тамне енергије.
Звезде су најуочљивија небеска тела у Свемиру и састављена су од ужарене плазме. Поред нама најближе звезде Сунца, голим оком људи могу видети од око 6.000 до око 10.000 звезда. Телескопом могуће је приметити светлост са стотина милијарди звезда. Удаљености међу звездама су огромне и мере се светлосним годинама (СГ). Светлосна година је пут дуг око 9,46 билиона километара који пређе светлост за годину крећући се брзином од 299 792 458 m/s у безваздушном простору. Сунце је Земљи најближа звезда која се налази на удаљености од 149 600 000 km или 8,3 светлосних минута (см). Осим Сунца, најближа је Проксима Кентаури (Proxima Centauri или Alpha Centauri C) која је удаљена око 4,3 СГ. Звезде се међусобно разликују по величини, боји и сјају. Најсјајнија звезда у сазвежђу Орион је Бетелгез (Betelgeuze или Alpha Orionis), а Антарес (Alpha Scorpii) у сазвежђу Скорпион.
На небу се виде звјездани скупови који нас фасцинирају својим изгледом и зову се сазвежђа или констелације. Има их 88, а најпознатија су: Велики и Мали Медвед, Шкорпион, Стрелац и др. Међутим, звезде се природно групишу у веће звездане скупове познате као звездана јата или кластери. Више таквих звезданих јата чини галаксију, а галаксије опет чине галактичко јато или метагалаксију унутар простора.
Наша галактика се зове Млечни пут или једноставно Галаксија, и спиралног је облика. Сунце се налази на самом рубу једног њеног рукавца, заједно са још неколико најближих звезда. Најближе галаксије нашој су Велики и Мали Магеланов облак који представљају њене природне пратиоце. Велики Магеланов облак је удаљен 179 000, а Мали Магеланов облак 210.000 СГ.
Поред поменутих небеских тела и звезданих система у Свемиру постоје и многи други занимљиви тајанствени објекти попут квазара у интергалактичком и маглина у интерстеларном простору који се крећу великим брзинама. Удаљености између самих галаксија, метагалаксија и квазара су много веће од међузвезданих, и крећу се у границама од неколико стотина хиљада до преко милиона светлосних година. Те удаљености нису сталне и непрестано расту у току времена, што је узроковано феноменом познатим као ширење Свемира. То значи да Свемир није статичан него динамичан, тј. све се мења и све се креће. Све у Свемиру плови и за све вреде познати природни закони. Тежа небеска тела увек привлаче она лакша, а она лакша под утицајем силе гравитације ротирају око тих тежих. Ништа се у Свемиру не дешава случајно; све има свој узрок. Свемир је у суштини таман простор коме се не назире ни почетак ни крај; то је свод који има дубину. Он није ни празан простор (вакуум), јер је увек испуњен енергијом, што сведочи обилато електромагнетско зрачење које пристиже до нас из далеких свемирских пространстава.

## Дефиниција
Свемир је уобичајено дефинише као све што постоји, све што је икад постојало, и све што ће икад постојати. Према нашем данашњем разумевању, Свемир се састоји од три конституента: простор-време, форми енергије, укључујући електромагнетну радијацију и материју, и физичких закона који их повезују. Свемир исто тако обухвата сав живот, сву историју, а неки филозофи и научници чак сугеришу да обухвата и идеје као што је математика.

## Појам свемира
У првој половини XX века реч Свемир се употребљавала у смислу значења речи целог просторно-временског континуума у којем егзистирамо заједно са свом енергијом и материјом унутар њега. Покушаји да се схвати сам смисао Свемира с највеће тачке гледишта су направљени у космологији, науци која се развила из физике и астрономије. Током друге половине XX века развој опсервационе космологије, назване још и физичком космологијом, је довео до поделе у вези с значењем речи Свемир између опсервационих и теоретских космолога, где су претходни обично одбацили наду за опсервирањем целог просторно-временског континуума, док су каснији задржали ову наду покушавајући пронаћи најразумније спекулације за моделовање целог просторно-временског континуума, упркос екстремним потешкоћама у стварању слике било којег емпиријског ограничења у овим спекулацијама и ризику од свођења на ниво метафизике.
Термини познати Свемир, опсервабилни Свемир и видљиви Свемир се често користе при описивању дела Свемира који се може видети или пак опсервирати. Они који су уверени у то да можемо опсервирати цели континуум могу користити израз наш Свемир, односећи се делимично само на његов познати део људским бићима.

## Ширење, старост и теорија Великог праска
Александар Александрович Фридман (1888—1925) је замислио 1922. године да се свемир шири, то јест да се галаксије удаљавају једна од друге, али његово писање првобитно није имало већи одјек, а слично је било и са тврдњом Жоржа Е. Леметра објављеном неколико година после да је свемир који се брзо шири могао започети као једна тачка, „први атом”, али када је такву замисао свемира подржао Алберт Ајнштајн и други истраживачи су је прихватили.
Најважнији резултат физичке космологије, сазнање да се свемир шири, изведен је из посматрања црвеног помака уобличеног у Хаблов закон. Екстраполацијом тог ширења по времену, назад у прошлост, достиже се гравитациони сингуларитет, прилично апстрактан математички концепт, који можда одговара, а можда и не одговара стварности. Из тога је израсла теорија Великог праска, која је данас преовлађујући модел свемира. Старост свемира, рачунајући од Великог праска, према садашњим подацима које је прикупила WMAP сонда агенције НАСА (енгл. WMAP — Wilkinson Microwave Anisotropy Probe, Вилкинсонова сонда микроталасне анизотропије) процењује се на око 13,7 милијарди (13,7 × 109) година, са границом грешке од око 1% (± 200 милиона година). Друге методе процене старости дају различите вредности за старост свемира које крећу од 11 милијарди до 20 милијарди година. Већина оцена груписана је у опсегу 13-15 милијарди година.
Фундаментални аспект Великог праска може се данас видети у опсервацији која се заснива на чињеници да што су галаксије даље од нас то брже од нас одмичу. Такође се може уочити при космичком микроталасном позадинском зрачењу које је много слабије зрачење од оног скорије насталог након Великог праска. Ово позадинско зрачење је значајно униформно у свим правцима, које су космолози покушавали да објасне почетним периодом брзе инфлације (ширења) уз Велики прасак.

## Структура васионе
Свемир се грубо речено састоји од звезданих система (збир милиона звезда), празног простора, и међузвездане масе. Звездани системи су организовани у звездане популације, звездане асоцијације и звездана јата и суперјата.
Галаксије су основни елементи васионе. За све васионске објекте типично је да су растојања између њих знатно већа од димензија самих објеката. У случају галаксија то изгледа отприлике овако: ако замислимо да је просечна галаксија величине новчића од једног динара (стварне димензије су им реда 1.018 km), средње растојање између галаксија износи око један метар. Међугалактички простор испуњен је практично само зрачењима чији су извор углавном звезде у галаксијама, као и одређеном количином веома разређеног међугалактичког гаса. Галаксије нису равномерно распоређене у простору. Оне се групишу у јата галаксија - системе који могу да садрже од неколико десетина до неколико хиљада чланова. Тек су оваква јата галаксија статистички равномерно распоређена у простору. Основне особине васионе јесу њена хомогеност и изотропност. Ако посматрамо разне области васионе увек исте велике запремине, у свакој од њих ћемо, у просеку наћи исти број галаксија. У томе се састоји хомогеност васионе. Ако пак из било које тачке у васиони вршимо посматрање у различитим правцима у сваком правцу ћемо, у просеку, срести исти број галаксија, у томе се састоји изотропност васионе. Другим речима у васиони не постоји ни једно место и ни један правац који би се по ма чему разликовао од осталих: свако се место равномерно може сматрати центром васионе или што је исто центар васионе не постоји.
Нашем посматрању доступан је само одређени део васионе, тај део васионе називамо мета галаксија. Васиона за нас, дакле није бесконачна. За посматраче на земљи постоји дефинисан својеврсни хоризонт васионе који је од нас подједнако удаљен у свим правцима. Можемо се донекле слободно изразити и рећи да је васиона састављена од бесконачно много метагалаксија које се преклапају и у просеку не разликују једна од друге.
По данас усвојеној интерпретацији постојање ове границе васионе последица је њеног ширења, проучавањем спектра светлости са удаљених галаксија показало је да су у њима спектралне линије померене, ка већим таласним дужинама и то тим више што је галаксија удаљенија од нас. Ова појава је названа црвени помак, а најдоследније се може објаснити Доплеровим ефектом. На основу овога формулисан је Хаблов закон, који каже да је брзина којом се дата галаксија удаљава од нас сразмерна њеној тренутној удаљености. Два пута даља галаксија удаљава се два пута брже итд. Галаксија која се налази на хоризонту наше метагалаксије толико је далеко да се удаљава практично брзином светлости, па је њена светлост толико помакнута ка великим таласним дужинама односно малим учесталостима да се више не може осматрати. То је порекло хоризонта васионе.
Васиона која се шири је у одређеном тренутку своје прошлости то ширење морала и да почне и то из стања у којем је густина материје била изузетно велика. У почетном тренутку ове фазе ширења морао је да се одигра неки процес који је материји саопштио почетне нивое које и данас опажамо. Тај процес називамо Велики прасак. Једначине кретања говоре да се велика експлозија одиграла пре око 13 × 109 (13.000.000.000 година).
Још једна важна особина васионе јесте и њен елементарни састав. Огроман експериментални материјал сведочи да масу васионе чини око 70% водоника, око 29% хелијума и само око 1% свих осталих тежих елемената заједно. Напоменимо још да коначност брзине светлости и свих узајамних деловања има и следећу неизбежну последицу. Гледајући удаљене области васионе ми гледамо у њену прошлост.

## Величина свемира и опсервабилни свемир
Постоји неспоразум у погледу чињенице да ли је Свемир коначан или бесконачан према просторној величини или запремини. Ипак опсервабилни Свемир којег сачињавају све локације које имају утицаја на нас откако је Великом праску придружена брзина светлости је поуздано коначан. Руб космичког светлосног хоризонта је удаљеност од 13,7 милијарди светлосних година. Садашња удаљеност до руба опсервабилног Свемира је већа, откако се Свемир шири; а процењује се на око 78 милијарди светлосних година. Ово би сачињавало садашњу запремину познатог Свемира, а која је једнака 1,9 × 1033 кубних светлосних година (под претпоставком да је овај регион савршено сферичан). Опсервабилни Свемир садржи око 7 × 1022 звезда, организованих у око 1010 галаксија, које саме чине галактичке кластере и суперкластере. Број галаксија може бити чак и већи, што се заснива на Хаблеовом дубоком пољу опсервираним космичким телескопом Хабл.
Ми живимо у центру Свемира којег опсервирамо, према привидној противречности Коперниковог закона који каже да је Свемир мање или више униформан и да нема приметног центра. Ово је једноставно јер се светлост не креће бесконачно брзо и што опсервирамо само прошлост. Што гледамо даље и даље, видимо ствари из све ближих временских епоха док се не приближимо граничном нултом времену модела Великог праска. А пошто се свјетлост креће истом брзином у свим правцима према нама, ми живимо у центру нашег опсервабилног Свемира.

## Облик Свемира
Важно отворено питање у космологији је облик Свемира. Као прво, не зна се поуздано да ли је Свемир раван, односно да ли правила Еуклидове геометрије важе уопће. Данас многи космолози сматрају да је опсервабилни Свемир (привидно) раван, с локалним наборима где масивни објекти ремете просторно-временски континуум, као што је језеро (привидно) равно. Ово мишљење је добило на снази најновијим подацима Вилкинсонове микроталасне анизотропнe сонде (WMAP), посматрајући „акустичне осцилације“ при температурним колебањима космичког позадинског зрачења.
Као друго, не зна се поуздано ни да ли је многоструко повезан. Свемир нема просторну границу према стандардном моделу Великог праска, али ипак може бити просторно коначан. Ово се може схватити ако користимо дводимензионалну аналогију: сфера нема руба, али поред тога има коначну површину ({\displaystyle 4\pi R^{2}}). То је дводимензионална површина с константном кривином у трећој димензији. Тродимензионални еквивалент је неповезани „сферни простор“ који је открио Бернхард Риман и који има коначну запремину ({\displaystyle 2\pi ^{2}R^{3}}). Уз то су све три димензије константно закривљене у четвртој. (Друге могућности укључују сличну „елиптичну површину“ и „цилиндричну површину“, где су, у конфликту с обичном геометријом, два краја цилиндра међусобно повезана, али без савијања цилиндра. Ови су такође дводимензионални простори с коначним површинама, постоје и безбројне друге. Ипак, сфера има једину и можда естетичнију задовољавајућу особину да су све тачке на њој геометријски сличне). Ако је Свемир заиста неповезан а просторно коначан, као што је описано, онда би путовање по „правој“ линији у било ком правцу теоретски узроковало повратак у почетну тачку након путовања до удаљености еквивалентној „периферији“ Свемира (што је немогуће према нашем садашњем схватању Свемира, док је његова величина много већа од величине опсервабилног Свемира).
Стриктно говорећи, требало би звезде и галаксије назвати „сликама“ звезда и галаксија, док је могуће да је Свемир вишеструко повезан и довољно мали (и подесно, можда, комплексног облика) који можемо видети једанпут или неколико пута иза њега у разним и можда свим правцима. (Замислите кућу од огледала). Ако би то било тако, стварни број физички удаљених звијезда и галаксија би био мањи него што је данас прорачунато. Мада ни ова могућност није искључена, резултати најновијег истраживања космичког микроталасног зрачења (КМЗ) чине је веома неизвесном.

## Судбина Свемира
Александар Александрович Фридман (1888—1925) описао је 1922. године две могућности шта ће се догодити са свемир који се шири. Према првој могућност свемир ће се шири и разређивати до одређене границе, а тада ће преовладати гравитација и он ће почети да се скупља, самоурушава. Према тој замисли галаксије ће се сабијати а и звезде у њима. Материја ће постајати све сабијенија, а гравитација и температура у сабијеном свемиру стално ће расти. У једном тренутку може се скупљати до исте величине из које је почео настанак свемира. Тако се могу успоставити кружна понављања пулсирајућих свемира и може их постојати бесконачан број, или скоро бесконачан.
Према другој Фридмановој замисли свемир неће имати довољно гравитације да заустави ширење и ширити све више, постајаће празнији и хладнији, а простора у свемиру ће бити све више. На крају све што постоји биће толико удаљено да ће простор-време постати скоро потпуна празнина. Значи свемир се може ширити се до нестанка.
Зависно од средње густине материје и енергије у Свемиру, он ће се наставити ширити заувек или ће се гравитационо успорити и евентуално сабити у „великом колапсу“. Генерално докази предвиђају да не само да нема довољно масе или енергије да узрокује поновно сажимање (реколапс), него се чини да се то ширење Свемира убрзава и да ће се ширити целу вечност (в. убрзавајући Свемир или детаљније за коначна судбина универзума).

## Мултиверзум
Постоји неколико спекулација о томе да вишеструки свемири егзистирају на високом нивоу мултиверзума (познатог и као мегаверзум) и да је наш Свемир само један од њих. (Има галаксија иза нашег опсервабилног Свемира, али то не значи да би могле бити део неког другог свемира. Ако је наведени навод тачан, можда се наш Свемир шири до у бесконачност.) На пример, материја која пада у црну рупу у нашем Свемиру би могла да се појави као „Велики прасак“ у другом свемиру.

## Религија и филозофија

### Јудео-хришћанско веровање
Потом рече Бог: нека буду видела на своду небеском, да деле дан и ноћ, да буду знаци временима и данима и годинама; И нека светле на своду небеском, да обасјавају земљу. И би тако. И створи Бог два видела велика: видело веће да управља даном, и видело мање да управља ноћу и звезде. И постави их Бог на своду небеском да обасјавају земљу. И да управљају даном и ноћу, и да деле светлост од таме. И виде Бог да је добро. И би вече и би јутро, дан четврти. (1 Мојсије 1. 14-19).
Овако се у првој књизи Мојсијевој описује стварање небеских тела и њихов утицај на Земљу. Ово веровање је распрострањено међу верницима јудео-хришћанским и свима који верују библијским изворима.

### Филозофија
За Плотина, свемир је јединствено биће којим влада симпатија (συμπάθεια), саосећај који међусобно прожима и повезује све. То значи да се свако деловање, ма где било, осећа и преноси и на друге делове свемира.